# ダーラン
ダーラン（アラビア語: الظهران aẓ-Ẓahrān , 英語: Dhahran）は、サウジアラビアの東部州に位置する、同国における石油産業の中枢を担う都市である。
1931年に最初にダーランで油田が発見され、1935年にはスタンダード石油（現在のシェブロン・テキサコ）が油井を掘った。スタンダード石油は、後にサウジアラビアに the Arabian American Oil Company （ARAMCO; アラムコ）を設立し、現在はサウジアラビア政府が保有するサウジ・アラムコになっている。

## 気候
ダーランの気候で特徴となっているのは、夏の酷暑と冬の厳寒である。夏には気温が50℃まで上昇することがあり、暑さに加え、ペルシア湾の近くでは極めて高い湿度（85～100％）を記録する。また、ダーランは露点温度の世界最高記録を保持している。すなわち、2003年6月8日に記録した露点温度である。
冬には、気温が2℃ないし3℃まで下がる。ダーランにおける降水量の大半は、冬季の11月から5月にかけてのものである。

## 歴史
ダーランへの入植は、1938年、ちょうど付近で石油の発見された年から始まった。
1950年には人口およそ7000人。

## 経済
ダーランでは、サウジアラムコが本社を構えている。同社は世界最大の規模を誇る石油会社であり、世界で最も多くの石油、すなわち日産1000万バレルの石油を供給している。その大半は輸出に充てられており、サウジ国内の消費に回されているのは全体の12％に止まっている。（詳しくはサウジアラムコを参照。）
65年を経てなお、ダーランはサウジアラムコの世界戦略の本拠地であり、同社の金融部門・地質調査部門・工学部門・ボーリング部門・医療サービス部門・原材料供給部門などといった組織を擁している。

## 人口動勢
ダーランは、人口に数多くの外国人労働者を抱えている。外国人労働者は、バングラデシュ・インド・インドネシア・パキスタン・フィリピンなどのアジア諸国、あるいはアメリカ合衆国・カナダ・ヨーロッパ・南アフリカ共和国・オーストラリア・ニュージーランド出身の西洋人など、実に多彩な国籍の者から構成されている。また、レバノン人・エジプト人・パレスチナ人・シリア人・ヨルダン人などといった、サウジアラビア以外のアラブ人もダーランにたくさん住んでいる。2004年の国勢調査によると、ダーランの人口は9万7446人。

## 交通

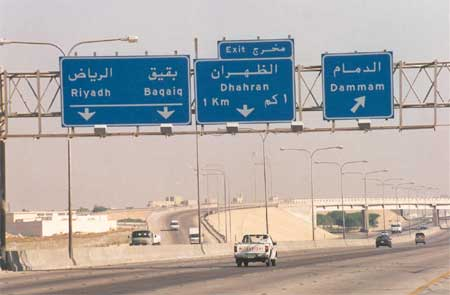
ダーランのメインゲートへ向かう道（ホバル・ウェイから撮影）

当地は、サウジアラビアにおける石油産業の中枢であるということから、国内交通と国際交通とを問わず、交通手段が極めて豊富である。
ダーランは、同国でも最高級の高速道路インフラを抱えている。ダーランの高速道路は1970年代から1980年代にかけて近代化され、現在に至るまで国防の要衝として重要な役目を担っている。
1946年に建設されたダーラン飛行場は、かつてサウジアラビアの三大国際空港の一つだったダーラン国際空港（Dhahran International Airport、空港コード: DHA）を経て、現在ではサウジアラビア空軍の基地となっている。
今日ではダーラン国際空港に代わって、近郊のダンマームにあるキング・ファハド国際空港（King Fahd International Airport、空港コード: DMM）が、ダーラン・ダンマーム・アル＝ホバル（Khobar）を含む大都市圏における航空貨物の商業輸送を提供している。サウジ・アラムコの航空事業部は、キング・ファハド空港に自社ビルと自社ターミナルを所有している。
サウジアラビアの鉄道網は、高速道路や航空路に比べると極めて乏しい役割しか果たしていないがダーランへと繋がる産業用線路は今なお存在しており、線路は首都リヤドへと続いている。

## 教育
ダーランの学校には、大きく分けて公立校と私立校がある。

## 参照
1. ↑  「ダーラン」という読みは、英語やフランス語などの発音に引きずられた著しい転訛である。本来、アラビア語の読みに従ってザフラーンまたはザハラーンと表記すべきなのだが、本稿では日本国におけるマスメディアの慣習に従いダーランと記述する。
2. ↑  Answers archive: Weather extremes（リンク切れ）
3. ↑  “イランで体感温度81度 世界タイ記録か（森さやか） - エキスパート”. Yahoo!ニュース. 2023年10月6日閲覧。
4. ↑  Cohen, Saul B. The Columbia Gazeteer of the World (New York: Columbia University Press, 1998) p. 828
5. ↑  Columbia-Lippincott Gazeteer (New York: Columbia University Press, 1952) p. 510
6. ↑  Oil Industry Statistics from Gibson Consulting